# Stygobromus tenuis
Stygobromus tenuis is een vlokreeftensoort uit de familie van de Crangonyctidae. De wetenschappelijke naam van de soort is voor het eerst geldig gepubliceerd in 1874 door Sidney Irving Smith.